# Provinz Chishima
Chishima (jap. 千島国, Chishima no kuni) war eine Provinz Japans und entstand in der Meiji-Zeit.  Ursprünglich bestand sie aus den Kurilen-Inseln von Kunashiri nordwärts, später kam noch Shikotan hinzu. Ihr ursprüngliches Gebiet ist derzeit von Russland besetzt, das spätere Gebiet wurde im Friedensvertrag von San Francisco abgetreten (siehe Kurilenkonflikt).

## Geschichte
Zusammen mit den Provinzen auf Hokkaidō wurde die Provinz am 15. August 1869 mit fünf Landkreisen (gun) geschaffen, die Volkszählung von 1872 ergab 437 Einwohner (Japaner, ohne die einheimischen Ainu). Im November 1875 trat Japan die Präfektur Karafuto (südliches Sachalin) im Vertrag von Sankt Petersburg im Austausch gegen die Kurilen an Russland ab. Die Kurilen-Inseln wurden in drei neue Landkreise eingeteilt. Im Januar 1885 kam die Insel Shikotan von der Provinz Nemuro als Landkreis hinzu.

## Landkreise
Die Provinz Chishima umfasste folgende Landkreise (gun):
- Etorofu-gun (択捉郡): umstritten, aus Sicht Japans okkupiert und verwaltet von Russland
- Furebetsu-gun (振別郡): aufgelöst April 1923 als seine Gemeinden mit mehreren Gemeinden der Landkreise Shana und Etorofu zur Gemeinde Rubetsu in Etorofu zusammengelegt wurden
- Kunashiri-gun (国後郡): umstritten, aus Sicht Japans okkupiert und verwaltet von Russland, siehe Kurilenkonflikt
- Shana-gun (紗那郡): umstritten, aus Sicht Japans okkupiert und verwaltet von Russland
- Shibetoro-gun (蘂取郡): umstritten, aus Sicht Japans okkupiert und verwaltet von Russland
- Shikotan-gun (色丹郡): 1885 abgetrennt vom Hanasaki-gun, derzeit aus Sicht Japans von Russland okkupiert und verwaltet.
- Shimushiro-gun (新知郡): erworben im Vertrag von St. Petersburg, wieder abgetreten im Vertrag von San Francisco.
- Shumushu-gun (占守郡): erworben im Vertrag von St. Petersburg, wieder abgetreten im Vertrag von San Francisco.
- Uruppu-gun (得撫郡): erworben im Vertrag von St. Petersburg, wieder abgetreten im Vertrag von San Francisco.